# Самарское сельское поселение (Ростовская область)
Самарское сельское поселение — муниципальное образование в Азовском районе Ростовской области.
Административный центр поселения — село Самарское.

## Административное устройство
В состав Самарского сельского поселения входят:
- село Самарское,
- хутор Кочеванчик,
- село Новониколаевка,
- посёлок Опорный,
- посёлок Суходольск.

## Население
| 2010    | 2012    | 2013    | 2014    | 2015    | 2016    | 2017    |
| ------- | ------- | ------- | ------- | ------- | ------- | ------- |
| 13 391  | ↘13 351 | ↗13 407 | ↗13 532 | ↗13 605 | ↘13 598 | ↘13 580 |
| 2018    | 2019    | 2020    | 2021    |         |         |         |
| ↘13 570 | ↘13 492 | ↗13 535 | ↗13 940 |         |         |         |